# الیمپوس اس‌پی-۵۱۰ اولترا زوم

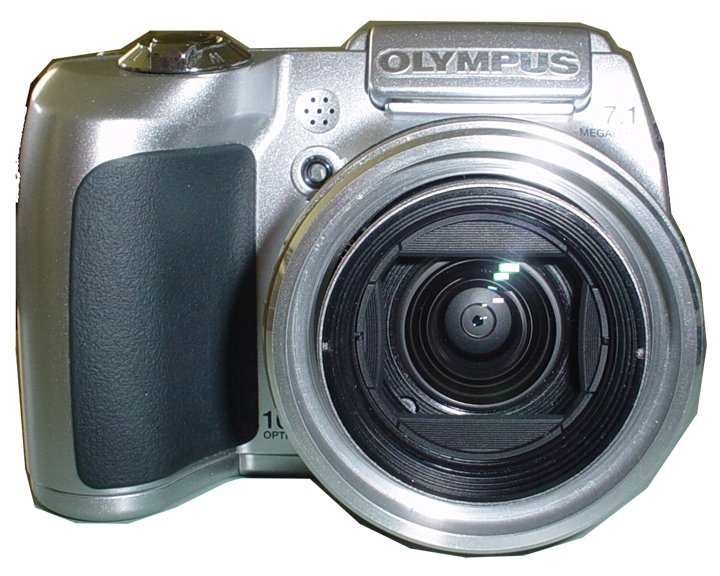
الیمپوس اس‌پی-۵۱۰ اولترا زوم

الیمپوس اس‌پی-۵۱۰ اولترا زوم (به انگلیسی: Olympus SP-510 Ultra Zoom) یک دوربین عکاسی ساخت شرکت الیمپوس است.